# Aeronavă

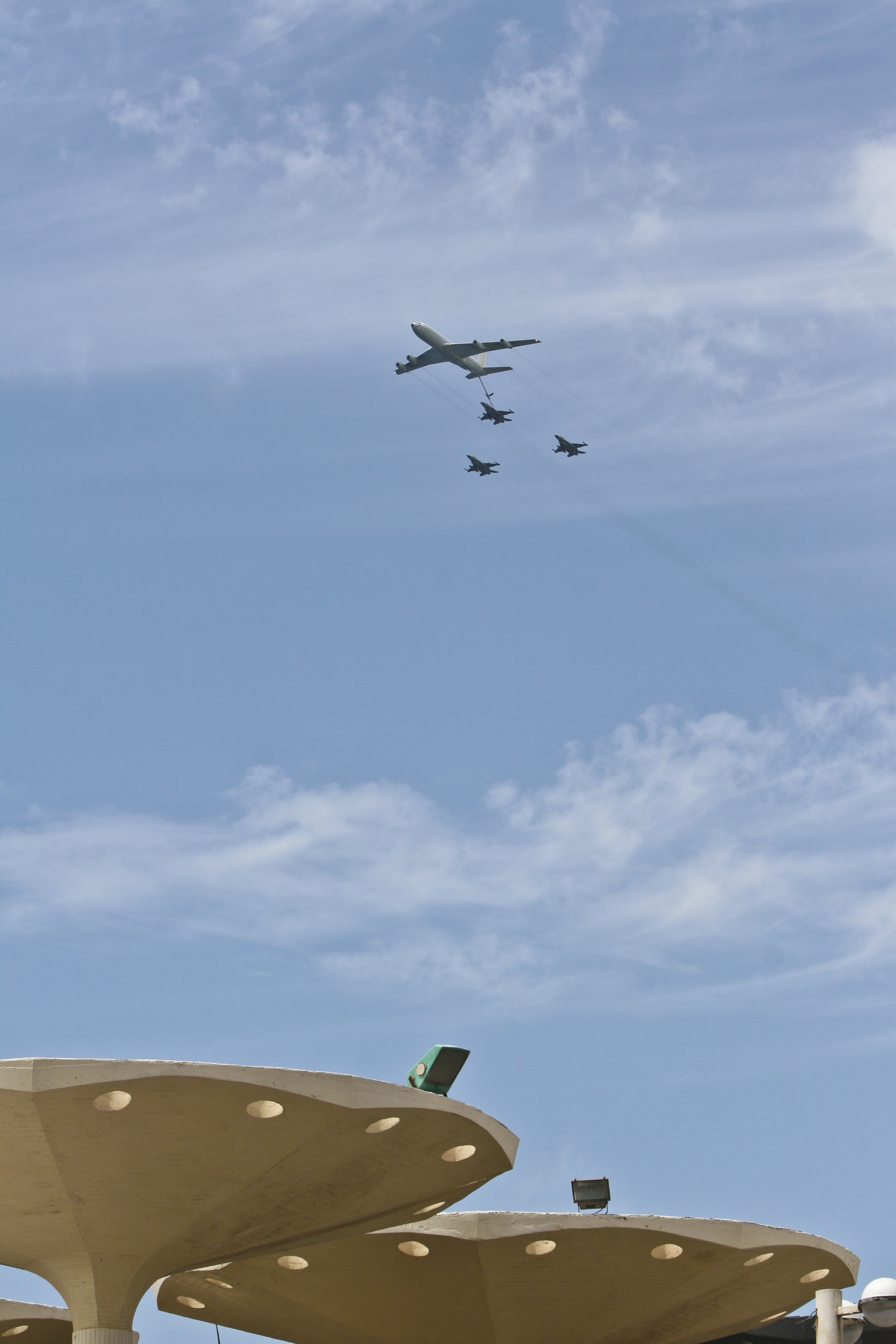
Aeronavă

O aeronavă este orice echipament capabil să se deplaseze prin aer pentru a efectua un transport util, iar menținerea în atmosferă se efectuează cu ajutorul altor reacții ale aerului decât cele asupra suprafeței pământului.
Altă definiție prezintă aeronava ca fiind un vehicul aerian care se poate deplasa și menține în aer prin plutire sau prin acțiunea dinamică a aerului asupra unor suprafețe solide ale vehiculului, cu scopul de a transporta pasageri și mărfuri. 

## Clasificare
Se pot distinge două categorii de aeronave
aerostate
aeronave mai ușoare decât aerul având masa mai mică decât masa volumului de aer dizlocuit. Susținerea lor în atmosfera terestră (sustentația) este asigurată de forța arhimedică.
aerodine
aeronave mai grele decât aerul. Sustentația lor este asigurată de forța portantă, de natură aerodinamică.  Forța portantă este dezvoltată, în principal, pe o velatură (pe aripi) și implică existența mișcării aerodinei în masa de aer.